# Сухой Лог (приток Ельцовки 1-й)
Сухой Лог — ручей в Калининском районе Новосибирска. Правый приток Ельцовки 1-й. Точное местонахождение истока неизвестно. Приблизительная длина — 3—4 км. Ручей дал одноимённые названия микрорайону и улице города.

## Течение

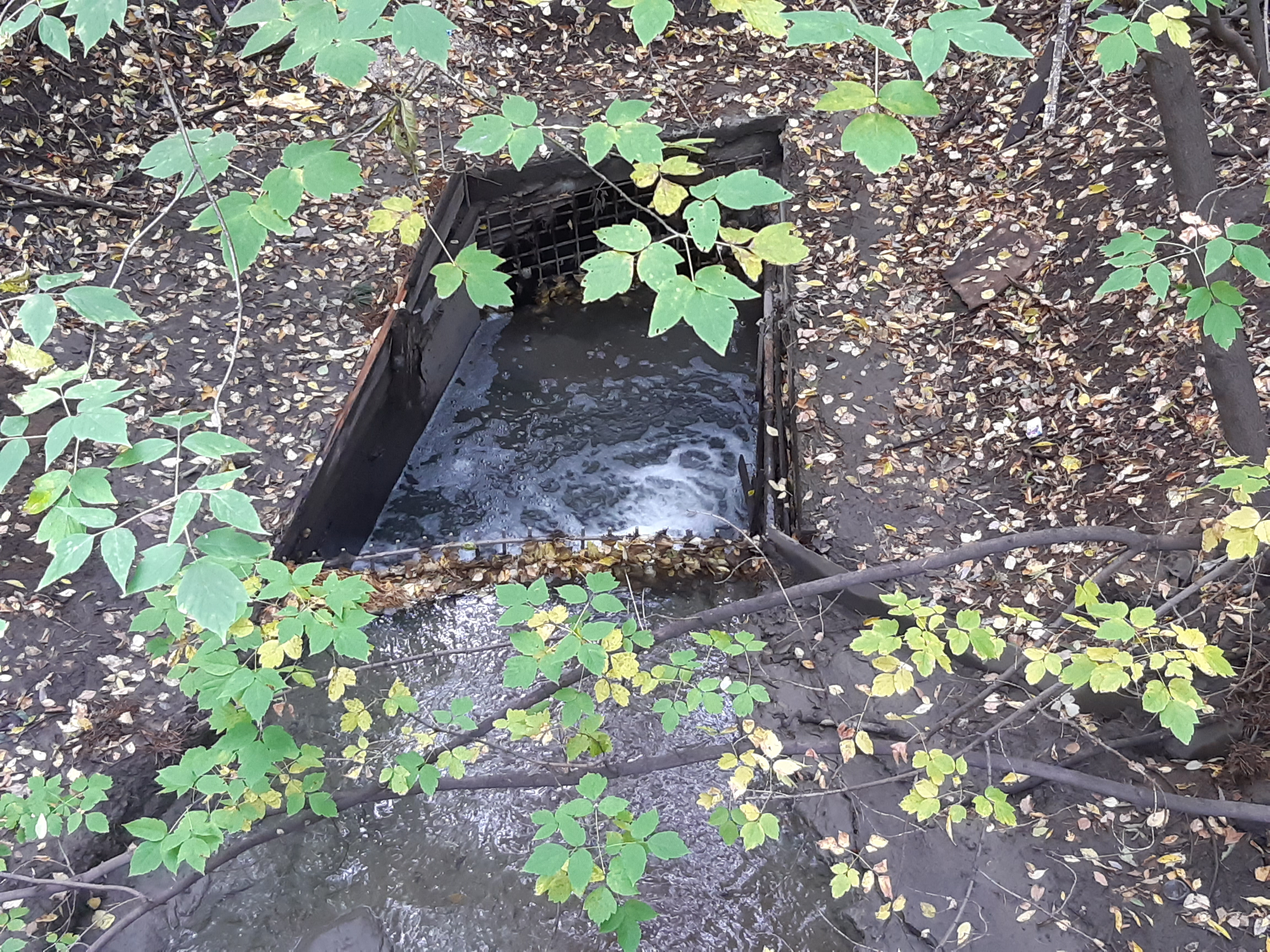
Коллектор, в который уходит ручей. Вид со второго моста.

Ручей берёт начало предположительно на территории одной из промзон Калининского района. На поверхность выходит из коллектора возле улицы Александра Невского, 41, далее идёт в юго-западном направлении по парку «Сосновый бор», затем протекает под гаражным кооперативом в коллекторе, из которого появляется на территории городской клинической больницы № 25, после чего вновь уходит под гаражные строения в коллектор, откуда выходит в районе улицы Бардина и пересекает парк, расположенный за ледовым дворцом спорта «Сибирь», потом снова скрывается под гаражами, проходит под дамбой улицы Дуси Ковальчук, выходит на поверхность за строящимся торгово-развлекательным центром «Европейский», протекает между улицами Танковой и Овражной и вливается в 1-ю Ельцовку.

## Уровень воды и питание
Уровень воды испытывает ощутимые перепады. Снижение потока чередуется его увеличением благодаря поступлению воды из дождевых канализаций, что способствует сильному размыву прибрежной зоны и падению в русло деревьев, образующих участки стоячей воды.

## Растительность
В прибрежной зоне растут берёзы, сосны, клён, также произрастают маньчжурские орехи, дубы, малина.

## Экология
По данным на 2021 год русло Сухого Лога и его прибрежная территория сильно замусорены, однако участки возле пешеходных мостов заметно чище. Также встречаются валы сухих веток, оставшиеся, вероятно, после обрезки. В некоторых местах устроены самодельные жилища из бытовых отходов.

## Мостовые переходы
Через ручей перекинуты семь пешеходных переходов: по два моста находятся на территориях парка «Сосновый Бор» и 25-й больницы, один — в парковой зоне за ЛДС «Сибирь»; ещё два расположены между Танковой и Овражной. Кроме того, над Сухим Логом проходит возведённая в 1953 году дамба, которая связывает улицы Дуси Ковальчук и Богдана Хмельницкого.
Во второй половине 2010-х годов наиболее близкий к слиянию Сухого Лога с 1-й Ельцовкой мост стал причиной конфликта — жители домов на Овражной улице самовольно перекрыли мостовой переход через ручей для пешеходов со стороны Танковой.

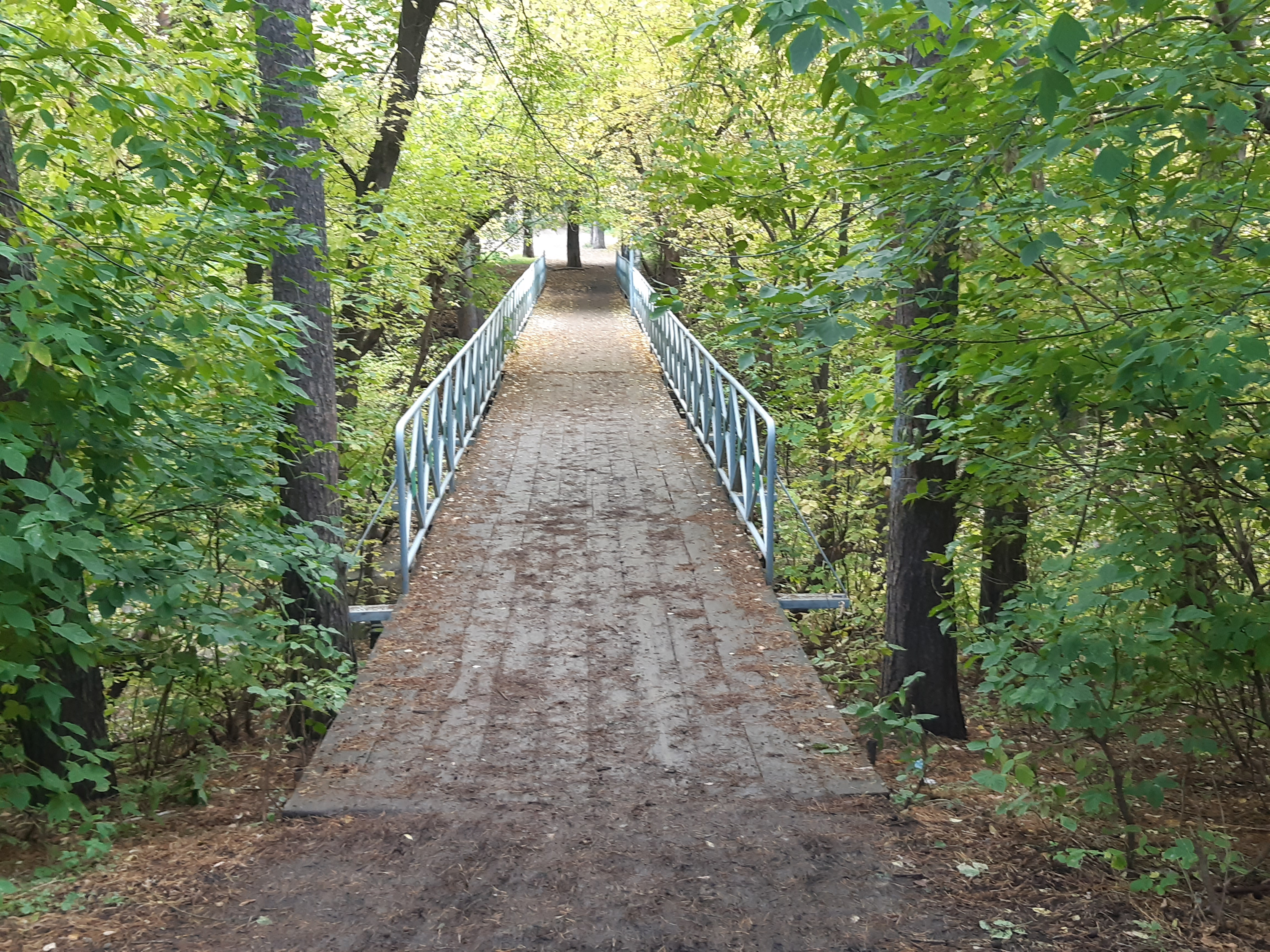
Второй пешеходный мост
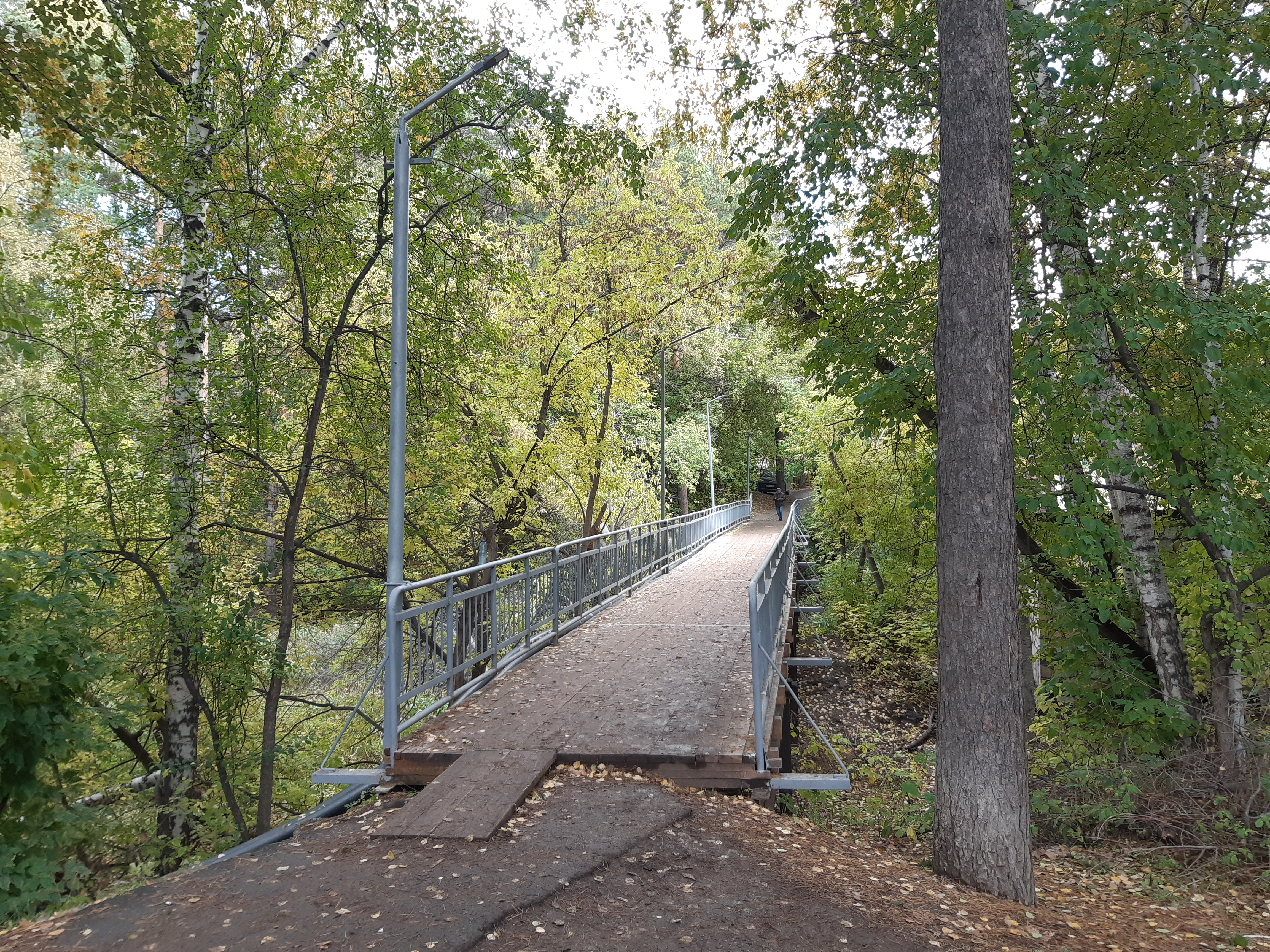
Четвёртый пешеходный мост